# Hanro

Markenlogo

Die Hanro International GmbH mit Sitz im österreichischen Götzis produziert Unterwäsche, Nachtwäsche und Hauskleidung für Frauen und Männer. Gegründet wurde das Unternehmen 1884 im schweizerischen Liestal von Albert Handschin. 1991 übernahm die österreichische Huber-Gruppe das Unternehmen.

## Geschichte

### 1884 bis 1945
Albert Handschin gründete 1884 in Liestal eine Handstrickerei. Der Betrieb mit anfänglich sechs Mitarbeiterinnen und sechs Maschinen befand sich in seinem Wohnhaus. Drei Jahre später wurde eine Betriebskrankenkasse eingerichtet, die zu den ersten in der Schweiz zählte. 1895 stieg Carl Ronus in das Unternehmen ein. Die beiden Unternehmer errichteten eine Kollektivgesellschaft mit der Firma Handschin & Ronus. Das Unternehmen zählte damals 60 Beschäftigte. 1898 erwarb das Unternehmen die Liegenschaft Benzbur in Liestal. Das dortige Fabrikationsgebäude konnte ein Jahr später genutzt werden. Von 1900 bis 1906 stieg die Belegschaft von 130 auf 160 Personen. Rund 100 weitere Personen, überwiegend Frauen, waren zudem in Heimarbeit beschäftigt.  1911 wurde ein zweiter Produktionsbetrieb in Büren eröffnet. Die Marke Hanro – eine Zusammensetzung aus den Nachnamen der beiden Gründer – wurde 1913 als Warenzeichen eingetragen. Vor dem Ersten Weltkrieg produzierte und exportierte das Unternehmen Wäsche für Frauen. Die wichtigsten Absatzmärkte der Vorkriegszeit waren Großbritannien, die Vereinigten Staaten und Frankreich, ferner Belgien.
Im Ersten Weltkrieg stellte das Unternehmen seine Produktpalette um und produzierte Militärunterwäsche und Strickjacken (Liesmer) für Soldaten. Ende 1919 wandelten die Eigentümer die Kollektivgesellschaft in eine Familienaktiengesellschaft um: die Hanro AG.
1926 wurde eine Tochtergesellschaft in Australien errichtet. Zu diesem Zweck ließen sich 17 Mitarbeiter in Bendigo nieder und starteten die Produktion mit Maschinen, die sie aus der Schweiz mitgebracht hatten. Das Schweizer Unternehmen zahlte erst 1929 eine Dividende aus. Auch die dann beginnende Weltwirtschaftskrise erwies sich als Durststrecke. Hinzu kam die Währungspolitik der Schweiz, die für Exporte hinderlich war. Erst 1936 belebte sich das Geschäft spürbar, nachdem der Schweizer Franken abgewertet worden war. Ab Mitte der 1930er Jahre weitete das Unternehmen sein Angebot auf Strand- und Bademoden aus. In Zusammenarbeit mit dem Strickmaschinenhersteller Dubied entwickelte Hanro Rundstrickmaschinen für die Herstellung von Oberbekleidung; ab 1936 wurden damit Stoffe für Badeanzüge, Kleider und Kostüme hergestellt. Ab 1939 verfügte Hanro an jeweils wechselnden Standorten auch über kleinere Produktionsstätten in Basel.

### 1945 bis 1991
Nach dem Zweiten Weltkrieg zog die Produktion wieder merklich an. Aus diesem Grund begann 1947 die Anwerbung von jungen Frauen aus Italien. In der Folgezeit galt die Beschäftigung der Italienerinnen als ein positives Beispiel in der Geschichte der Schweizer Arbeitsmigration. Mit dem Anstieg der Produktion wuchs die Zahl der Beschäftigten vom 350 im Jahr 1946 auf 689 im Jahr 1958. In den 1950er Jahren lieferte Hanro seine Produkte in 45 Länder.
Der Textilbetrieb HIS & Co. KG in Murgenthal wurde 1963 übernommen, die Eingliederung in die Produktion erfolgte mit der Firma Hanro Hisco AG. Im Jahr darauf zählte die Belegschaft zusammen 1.100 Personen, 1964 erfolgte zudem der Verkauf der australischen Tochter.
Die Betriebskrankenkasse fusionierte 1969 mit der Grütli-Krankenversicherung. Ein Jahr später, die Zahl der Beschäftigten lag bei 1000, gründete Hanro die Hanro Nova SA in Novazzano als Tochtergesellschaft, unmittelbar an der Grenze zu Italien.  Die der Dubied & Cie. S. A. nahestehende Beteiligungsgesellschaft Traversina S. A. übernahm 1973 eine Minderheitsbeteiligung am Aktienkapital der Hanro AG; mehr als vier Fünftel des Aktienkapitals verblieben jedoch bei Nachkommen der Gründerfamilien Handschin und Ronus. Drei Jahre später wurde die Hanro Hisco AG geschlossen. Auch die 1970er Jahre erwiesen sich für das Unternehmen als ein herausforderndes Jahrzehnt. Wie viele produzierende Unternehmen der Schweiz litt auch Hanro unter dem starken Franken und den relativ hohen Löhnen, ferner unter den Zöllen, die das Auslandsgeschäft erschwerten. 1980 gründete Hanro eine Tochtergesellschaft in der Nähe von Dublin. Das Unternehmen konzentrierte sich in den 1980er Jahren mehr und mehr auf die Herstellung von Tag- und Nachtwäsche.

### Seit 1991

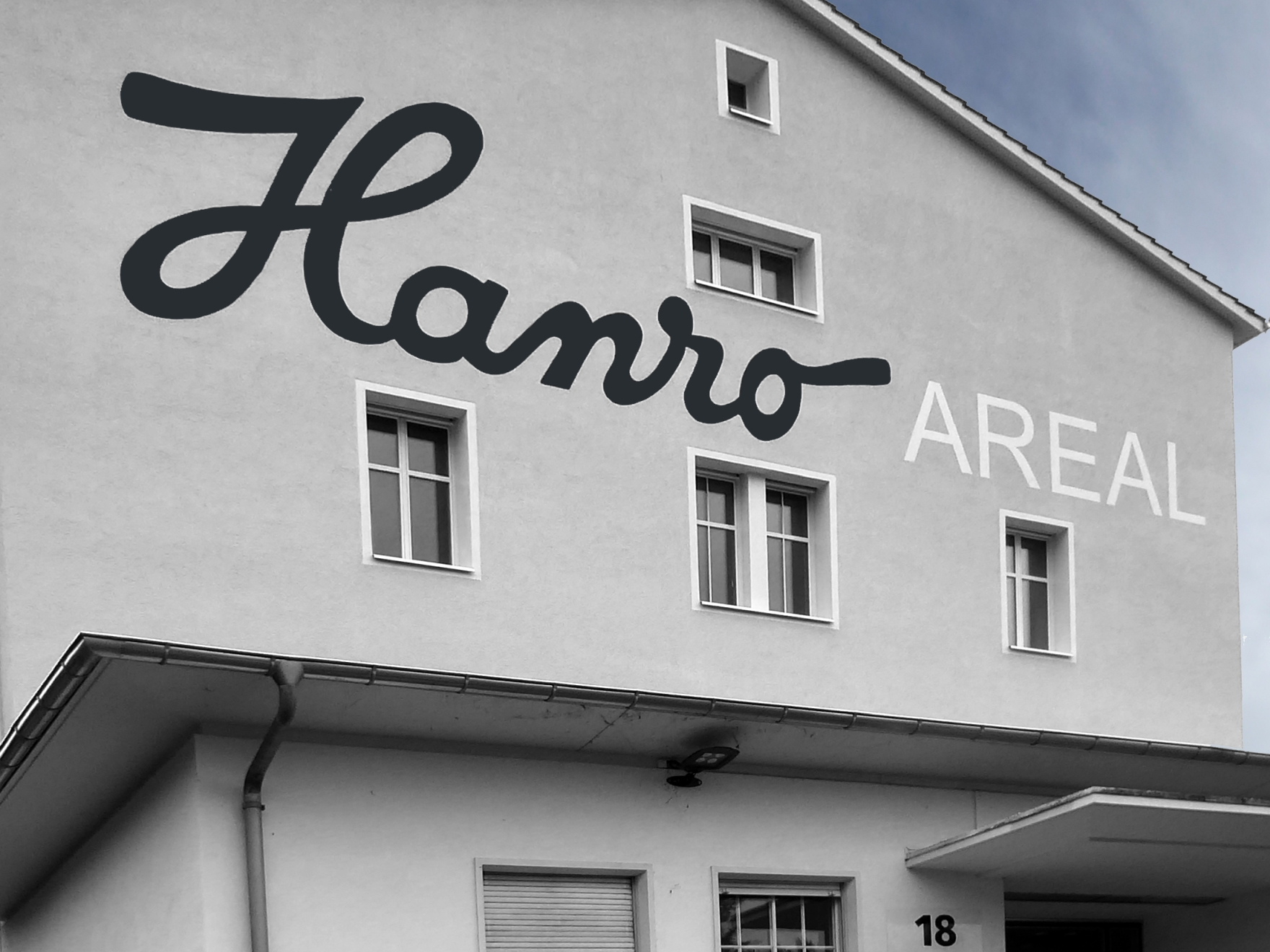
Das umgenutzte Hanro-Gebäude in Liestal, Standort der Hanro-Sammlung von Archäologie und Museum Baselland

1991 übernahm Huber Tricot 75 Prozent der Aktien des Unternehmens, das bis dahin über drei Generationen als Familienunternehmen geführt wurde. Zu diesem Zeitpunkt waren rund 500 Personen in Liestal, Novazzano und Dublin beschäftigt. Zwei Jahre später erfolgte die Übernahme der restlichen 25 Prozent. Von 1997 bis 1999 wurde die Produktion in Liestal schrittweise zugunsten der Muttergesellschaft aufgegeben. 1998 erfolgte zudem der Verkauf der Dubliner Produktionsstätte. 2002 endete die Produktion in Novazzano. Seit 2004 befindet sich das Hanro-Hauptquartier in Götzis am Sitz der Huber-Gruppe.
Insgesamt hat Hanro in den Jahren nach 2010 wieder einen Exportanteil erreicht, der dem aus der Schweizer Gründungszeit entsprach. Wurden 1973 etwas über 50 Prozent aller Produkte außerhalb der Schweiz verkauft, so belief sich der Umsatzanteil der 2012 außerhalb Österreichs verkauften Waren auf rund 95 Prozent.
2015 erhielt der Kanton Baselland die Sammlung des Textilunternehmens. Mit diesem Bestand wurde die Hanro-Sammlung Teil der kantonalen Sammlungen von Archäologie und Museum Baselland.

## Gegenwart

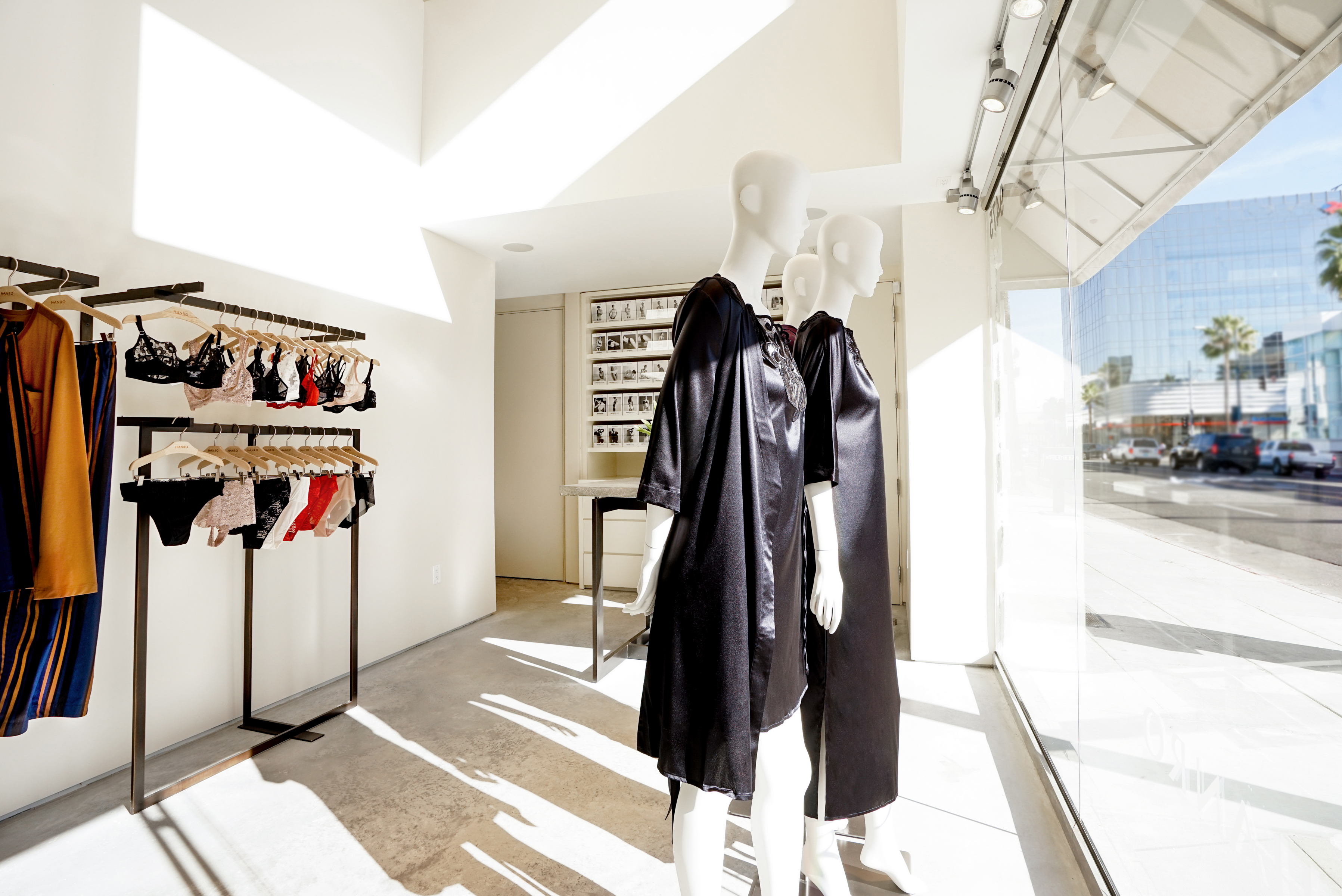
Hanro Store in Beverly Hills (2017)

Die Hanro International GmbH ist Teil der Huber-Gruppe und verfügt über fünf Tochtergesellschaften: in der Schweiz (Hanro AG mit heutigem Sitz in Opfikon), in Deutschland (Hanro Deutschland GmbH), Frankreich (Hanro France), Italien (Hanro Italia SRL Uninominale) und den Vereinigten Staaten (Hanro USA Inc.).
Hanro produziert Unterwäsche, Nachtwäsche und Hauskleidung. Mit Stand 2020 werden 80 Prozent der Textilien in der zur Huber Holding zählenden Textilproduktion Arula (Mäder, Vorarlberg) hergestellt, die Näherei befindet sich in Portugal, das Lager in Ungarn.
Nach Angaben des Unternehmens sind mit Stand 2020 die Länder mit den größten Umsätzen die Vereinigten Staaten, gefolgt von Deutschland, der Schweiz, Großbritannien, Österreich, Italien, Frankreich, Niederlande und Japan. Insgesamt werden mit Stand 2015 die Produkte in rund 50 Ländern angeboten.

## Auszeichnungen
Auf der Weltausstellung 1889 in Paris, fünf Jahre nach der Firmengründung, erhielt Handschin vom französischen Ministère du Commerce de l’Industrie et des Colonies eine silberne Medaille.
In London gewann Hanro 1994 einen Verpackungswettbewerb für die Produkte der Linie Streck Feeling.
Auf der Fachmesse Salon International de Lingerie ging 2016 die Auszeichnung Designer of the Year an Hanro.

## Trivia
Wäsche von Hanro war in einigen Szenen bekannter Filme erkennbar; dies habe das Unternehmen auch in seiner Werbung verwendet. Im Film Das verflixte 7. Jahr (1955) trug Marilyn Monroe in der ikonischen Szene über dem Lüftungsschacht Hanro-Unterwäsche. Nicole Kidman zeigte sich in Eyes Wide Shut (1999) in einem weißen Hanro-Kamisol-Top, woraufhin über einen Nachfrageschub nach Wäsche der Marke berichtet wurde. Dakota Johnson trug in Fifty Shades of Grey (2015) einen weißen Baumwoll-Slip der Marke.

## Unternehmenspublikationen
- Lothar Peters, Ursula Kyburz, Birgit Liesenklas und Hanro AG (Liestal): Hanro – The Story of Passion. Verlag Hanro AG, Rorschacherberg 2001 (Firmengeschichte und Chronik der Wäschefabrik).
- Hanro. 1884–1959. Hanro AG, Liestal 1959.
- Eric Handschin: Hanro Firmengeschichte 1884–1970; o. O, o. J. (Typoskript). Hanro-Sammlung Liestal, Aktenarchiv Signatur 39-6 (Digitalisat im Internet Archive.)